# Straßenrennen der Frauen bei den Zentralamerika- und Karibikspielen
Seit 1938 (IV. Spiele in Panama-Stadt) werden Wettbewerbe im Radsport im Rahmen der Zentralamerika- und Karibikspiele veranstaltet. Das Straßenrennen der Frauen bei den Zentralamerika- und Karibikspielen wird seit 1990 als Eintagesrennen ausgetragen.

## Palmarès
- 1990  Ana Rodríguez
- 1998  Madelín Jorge
- 2002  Iona Wynter
- 2006  Yoanka González Pérez
- 2010  Angie González
- 2014  Marlies Mejías
- 2018  Teniel Campbell
- 2023  Arlenis Sierra